# Дуруело
Дуруело (ісп. Duruelo) — муніципалітет в Іспанії, у складі автономної спільноти Кастилія-і-Леон, у провінції Сеговія. Населення — 176 осіб (2010).
Муніципалітет розташований на відстані близько 90 км на північ від Мадрида, 50 км на північний схід від Сеговії.
На території муніципалітету розташовані такі населені пункти: (дані про населення за 2010 рік)
- Лос-Кортос: 70 осіб
- Дуруело: 106 осіб

## Демографія
Динаміка населення (INE ):